# Hélder Ferreira
Pour les articles homonymes, voir Ferreira.
Fernandes Ferreira est un nom portugais ; le premier nom de famille (d'usage facultatif) est Fernandes et le second est Ferreira.
Hélder Fernandes Ferreira,, né le 15 février 1991 à Barcelos, est un coureur cycliste portugais. Il est professionnel de 2014 à 2017. 

## Biographie
En 2007, Hélder Ferreira se classe deuxième de la course en ligne et du contre-la-montre aux championnats du Portugal cadets (moins de 17 ans). L'année suivante, il se classe neuvième du Tour du Portugal juniors (moins de 19 ans). 
En 2009, il termine deuxième du championnat du Portugal sur route juniors et sixième du Tour du Portugal juniors. Il est également sélectionné en équipe nationale. Aligné sur des manches de la Coupe des Nations Juniors, il se classe deuxième d'une étape de la Course de la Paix juniors, cinquième d'une étape du Trofeo Karlsberg et quinzième du Grand Prix Général Patton.
Lors de ses quatre saisons espoirs (moins de 23 ans), il évolue au sein de divers clubs portugais. Il obtient quelques tops dix dans des courses nationales portugaises, mais également en Espagne. En 2014, il passe professionnel au sein de l'équipe continentale Efapel-Glassdrive. Il court dans cette formation durant trois ans, avant d'être recruté par la structure Louletano-Hospital de Loulé en 2017. Principalement équipier, il a participé à plusieurs éditions du Tour du Portugal. 

## Palmarès
- 2007
  - 2e du championnat du Portugal du contre-la-montre cadets
  - 3e du championnat du Portugal sur route cadets
- 2009
  - 2e du championnat du Portugal sur route juniors
- 2013
  - 2e du Grand Prix de la ville de Vigo II